# Zhang Zhizhong

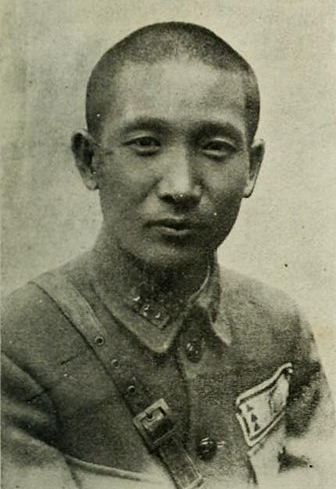
Zhang Zhizhong

Zhang Zhizhong (chinesisch 張治中 / 张治中, Pinyin Zhāng Zhìzhōng, W.-G. Chang Chih-chung; * 27. Oktober 1890 in Caohu, Anhui, Chinesisches Kaiserreich; † 6. April 1969 in Peking, Volksrepublik China) war General der Kuomintang der Republik China. Er befehligte 1932 die 5. Armee während der Ersten Schlacht um Shanghai und war 1937 Kommandant der 9. Armee-Gruppe bei der Zweiten Schlacht um Shanghai während des Zweiten Japanisch-Chinesischen Krieges.
Die chinesisch-britische Schriftstellerin Jung Chang und ihr Ehemann, der irische Historiker Jon Halliday, behaupteten in ihrem Buch Mao, Zhang Zhi-zhong habe als Agent („Maulwurf“) der UdSSR und der KPC durch gezielte Fehlinformationen und unprovozierte Attacken gegen die japanische Armee maßgeblich zum Beginn des Zweiten Japanisch-Chinesischen Krieges beigetragen.
1946 und 1947 amtierte er als einer der wenigen Kuomintang-Gouverneure von Xinjiang.
1949, als Chiang Kai-shek sich vor der Übermacht der Volksbefreiungsarmee mit seinen Anhängern nach Taiwan zurückzog, blieb Zhang auf dem Festland und schloss sich den Kommunisten an.
1954 wurde er Stellvertretender Vorsitzender des Nationalen Verteidigungsrates der Volksrepublik China.